# كلية تدريب غزة
كلية مجتمع أو تدريب غزة هي إحدى المؤسسات التعليمية التدريبية التابعة لوكالة الغوث الدولية في قطاع غزة.

## أقسام الكلية
تنقسم الكلية إلى قسمين أساسيين هما:
- 1- الأقسام المهنية بالكلية.
- 2- الأقسام الفنية.

## الطلبة
يوجد بالكلية أكثر من ألف طالب وطالبة بالإضافة إلى العاملين في الكلية من إدارة ومدربين، حيث يبلغ عددهم 150 تقريبًا.

## الدرجات
تمنح الكلية دبلوم مهني لمدة سنتين في الأقسام المهنية بعد الصف التاسع، كما تمنح الكلية دبلوم فني لمدة سنتين في الأقسام الفنية بعد الصف الحادي عشر.
يوجد عدة أقسام فنية متميزة في الكلية ومن بينها قسم البرمجيات وقواعد البيانات الذي افتتح في العام 1998

## كليات أخرى
كما يوجد كليات أخرى بغزة منها كلية مجتمع العلوم المهنية والتطبيقية والتي تعتبر أكبر كلية من حيث المساحة والطاقم والطلبة

## وصلات خارجية
- موقع الكلية